# Vejška
Vejška  je český film Tomáše Vorla z roku 2014. Je volným pokračováním filmu Gympl.

## Obsah
Film vypráví o dvou kamarádech, Petrovi Kocourkovi a Michalu Kolmanovi. Je to tedy volné pokračování filmu Gympl. Postavy se od konce minulého filmu posunuly dále, až k branám vysokých škol. Michal se protlouká VŠE pomocí fíglů a koupených prací od pilnějších studentů. Petr se dál snaží zlepšovat svoje výtvarné umění, které nadále s Michalem po nocích projevuje malováním graffiti. Petr se potká u přijímaček na UMPRUM s mladou umělkyní Julií, se kterou se následně sblíží až do fáze vztahu. Po nocích i s Michalem a jeho aktuální přítelkyní (které často střídá) vymetají noční kluby. Michal si rád užívá kokainu a ani Julie tuto drogu neodmítá. To se Petrovi nelíbí, neboť on sám nepije ani alkohol. Julie pod vlivem si užívá noc s Michalem a s náhodnou slečnou a ráno se probudí všichni tři vedle sebe. Petrovi nikdo nic neřekne, on sám ale má už z Julie špatný pocit, neboť nadále lehce flirtuje s kde kým. Petrova matka stále pije a mladý pár tak nemá soukromí, proto oba shánějí byt. Michal jim nabídne pronájem bytu jeho otce za nízkou cenu. Při dalším malování Petra chytnou, dostane domácí vězení, které kontroluje čidlo na noze – ve stanovenou dobu musí být doma. Když pořádají "kolaudačku", přijde tam otec Michala – Kolman, a vynadá jim za hluk, na který si ostatní v domě stěžovali. Julie, která je zase pod vlivem drog, ho uklidní a slíbí mu, že už bude klid a jde ho vyprovodit. Je vidět, že se mu Julie líbí. Petra nepřijmou na školu, na rozdíl od Julie, což Petr těžce nese. Michal chce při dalším testu pokusit se uplatit jednoho profesora, který ovšem úplatek nevezme a vše nahlásí. Ani otec Kolman s tím nic nedokáže dělat. Petrovi však jeden učitel z vysoké školy nabídne projekt velkoplošné reklamy od AVG. Při tvorbě se na ně dívá Julie a přijdou se podívat i rodiče Michala. Kolman si zase rozumí s Julií. Petr je rád, že mu projekt vyšel, jak si představoval a v klidu se prochází po městě, když uvidí Julii s Kolmanem, jak zamilovaně pojídají v restauraci. Julii uštědří facku a pustí se do Kolmana. Večer se opije a nevrátí se domů do domácího vězení. Kolmanová zjistí, že její muž má poměr s Julií a udělá mu scénu. Policie Petra zatkne. Když ho přijde navštívit matka s mladším bratrem (který také začal malovat) a s Michalem, donesou mu dopis s návrhem zakázky v New Yorku. Závěrem je, že matka Petra stále pije, Petrův bratr maluje po nocích graffiti, Julie a Kolman si užívají hodně peněz a "lásky", Michal studuje na škole v zahraničí (a stále "balí" holky), následuje závěrečný pohled Petra z letadla na Manhattan.

## Obsazení
| Tomáš Vorel ml.    | Petr Kocourek    |
| Jiří Mádl          | Michal Kolman    |
| Ivana Chýlková     | Kolmanová        |
| Jan Kraus          | Kolman           |
| Zuzana Bydžovská   | Kocourková       |
| Eva Josefíková     | Julie            |
| Tomáš Vorel        | profesor Servít  |
| Václav Marhoul     | vyšetřovatel     |
| Jakub Kohák        | profesor Slanina |
| Radomil Uhlíř      | řezník           |
| Tomáš Vaněk        | spolužák Martin  |
| Martina Bezoušková | docentka         |
| David Vávra        | profesor Kalous  |
| Filip Vorel        | zrzoun, zhulenec |
| Tereza Beranová    | Klára            |
| Marie Kružíková    | Darina           |
| Lucie Slováková    | Gábina           |
| Sabina Skalická    | Kristýna         |

## Vývoj návštěvnosti v českých kinech
| Týden | Od – do                      | Diváků  | Tržby (Kč) |
| ----- | ---------------------------- | ------- | ---------- |
| 1.    | 23. leden – 26. leden 2014   | 48 178  | 6 229 753  |
| 2.    | 27. leden – 2. únor 2014     | 88 408  | 11 650 438 |
| 3.    | 3. únor – 9. únor 2014       | 108 051 | 14 336 928 |
| 4.    | 10. únor – 16. únor 2014     | 122 276 | 16 253 352 |
| 5.    | 17. únor – 23. únor 2014     | 130 271 | 17 338 924 |
| 6.    | 24. únor – 2. březen 2014    | 136 028 | 18 114 516 |
| 7.    | 3. březen – 9. březen 2014   | 139 163 | 18 531 268 |
| 8.    | 10. březen – 16. březen 2014 | 140 915 | 18 767 805 |

Údaje o divácích a tržbách jsou uvedeny kumulativně, zdrojem jsou data převzatá ze stránek Unie filmových distributorů.

## Recenze
- František Fuka, FFFilm , 21. ledna 2014  Dostupné online.